# ITF Women’s World Tennis Tour 2024
Die ITF Women’s World Tennis Tour 2024 ist nach der WTA Tour und der WTA Challenger Series die dritthöchste Turnierserie im Damentennis.

## Turniere
Insgesamt werden 2024 für die Tennisspielerinnen mehrere hundert Turniere auf der ITF Women’s World Tennis Tour veranstaltet.

## Weltranglistenpunkte
Abhängig von der erreichten Runde erhalten die Spielerinnen folgende Punkte für die WTA-Weltrangliste (Kategorien: 15.000 bis 100.000).
Die Turnierkategorien wurden für die Saison 2024 angepasst. Zu den bekannten Kategorien W100 als höchste und W15 als niedrigste Turnierkategorien kommen Veranstaltungen der Einstufungen W75, W50 und W35. Im Wesentlichen entfällt dabei die W80-Kategorie; und die folgenden Kategorien wurden nach den  Punkten benannt, die die Siegerin erhält.
| Turnierkategorie            | S                      | F                      | HF                     | VF                     | AF                     | R32                    | R64                    | Q                      | QF                     |                        |
| ↓ WTA Ranking Points ↓      | ↓ WTA Ranking Points ↓ | ↓ WTA Ranking Points ↓ | ↓ WTA Ranking Points ↓ | ↓ WTA Ranking Points ↓ | ↓ WTA Ranking Points ↓ | ↓ WTA Ranking Points ↓ | ↓ WTA Ranking Points ↓ | ↓ WTA Ranking Points ↓ | ↓ WTA Ranking Points ↓ | ↓ WTA Ranking Points ↓ |
| --------------------------- | ---------------------- | ---------------------- | ---------------------- | ---------------------- | ---------------------- | ---------------------- | ---------------------- | ---------------------- | ---------------------- | ---------------------- |
| ITF W100 (48E, 32Q, 24Q)    | 100                    | 65                     | 39                     | 21                     | 12                     | 7                      | 1                      | 5                      | 3                      |                        |
| ITF W100 (32E, 32/24Q)      | 100                    | 65                     | 39                     | 21                     | 12                     | 1                      | –                      | 5                      | 3                      |                        |
| ITF W100 (16D)              | 100                    | 65                     | 39                     | 21                     | 1                      | –                      | –                      | –                      | –                      |                        |
| ITF W75 (48E, 32Q, 24Q)     | 75                     | 49                     | 29                     | 16                     | 9                      | 5                      | 1                      | 3                      | 2                      |                        |
| ITF W75 (32E, 32/24Q)       | 75                     | 49                     | 29                     | 16                     | 9                      | 1                      | –                      | 3                      | 2                      |                        |
| ITF W75 (16D)               | 75                     | 49                     | 29                     | 16                     | 1                      | –                      | –                      | –                      | –                      |                        |
| ITF W50 (48E,32Q)           | 50                     | 33                     | 20                     | 11                     | 6                      | 3                      | 1                      | 2                      | 1                      |                        |
| ITF W50 (32E,32/24Q)        | 50                     | 33                     | 20                     | 11                     | 6                      | 1                      | –                      | 2                      | 1                      |                        |
| ITF W50 (16D)               | 50                     | 33                     | 20                     | 11                     | 1                      | –                      | –                      | –                      | –                      |                        |
| ITF W35 (48E, 32Q)          | 35                     | 23                     | 14                     | 8                      | 4                      | 2                      | 1                      | 1                      | –                      |                        |
| ITF W35 (32E, 48/64/32/24Q) | 35                     | 23                     | 14                     | 8                      | 4                      | –                      | –                      | 1                      | –                      |                        |
| ITF W35 (16D)               | 35                     | 23                     | 14                     | 8                      | –                      | –                      | –                      | –                      | –                      |                        |
| ITF W15 (32E, 48/64/32/24Q) | 15                     | 10                     | 6                      | 3                      | 1                      | –                      | –                      | –                      | –                      |                        |
| ITF W15 (16D)               | 15                     | 10                     | 6                      | 3                      | –                      | –                      | –                      | –                      | –                      |                        |